# Даремский университет
Университет Дарема  (англ. The University of Durham), Даремский университет (англ. Durham University) — университет в городе Дарем, Англия. Основан Актом парламента от 1832 года и получил королевскую хартию в 1837 году. Стабильно входит в лигу престижнейших вузов Великобритании. Считается третьим по старшинству университетом Англии, поскольку до него на территории Англии существовали лишь Оксфордский и Кембриджский университеты (а также просуществовавший всего 4 года Нортгемптонский университет). Звание «третьего» по дате основания оспаривает Лондонский университет, опираясь на старшинство отдельных своих подразделений, не имевших университетского статуса.

## История и описание

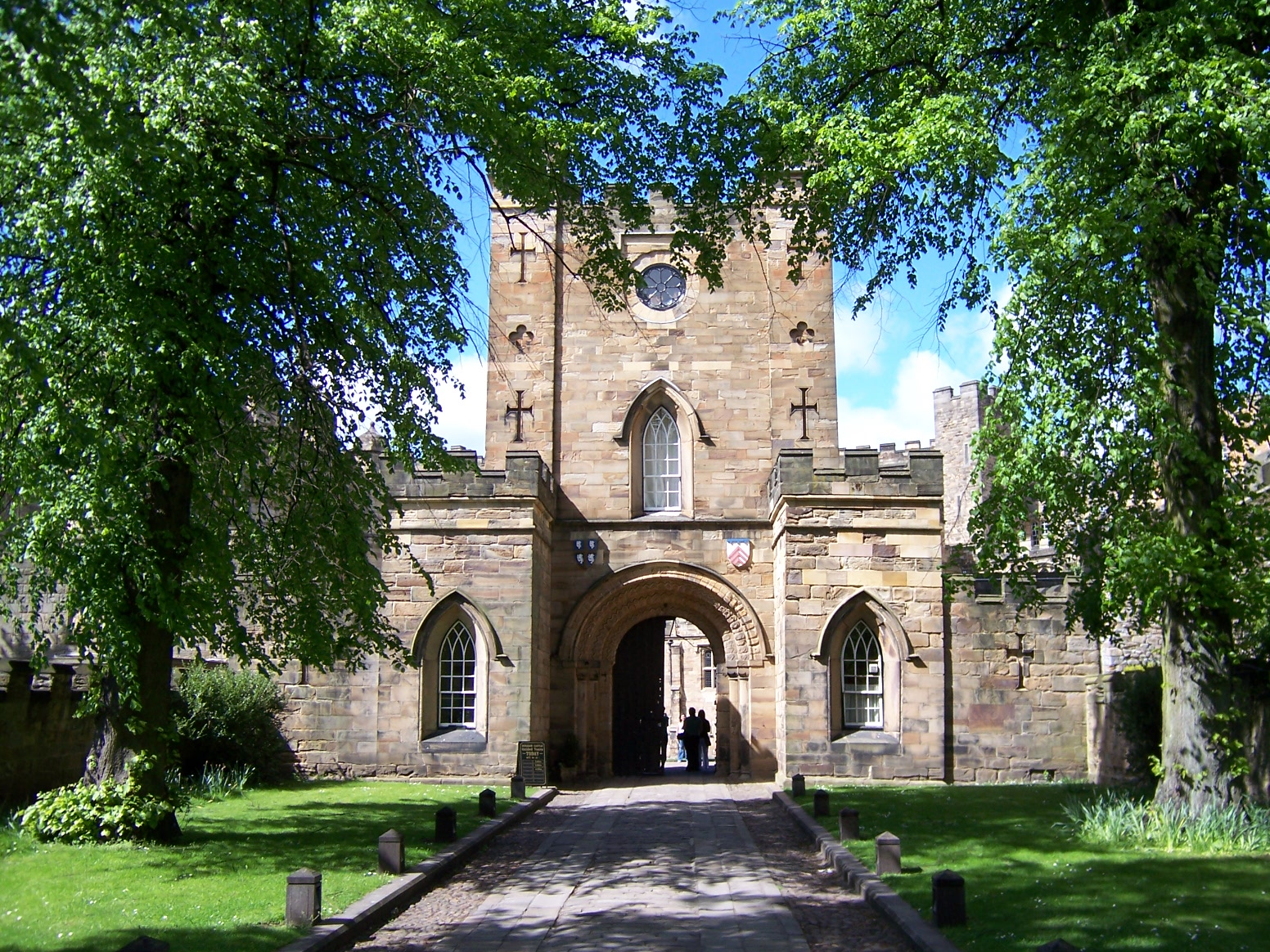
Даремский замок, где расположен университетский колледж — старейшее из обитаемых университетских помещений в мире.

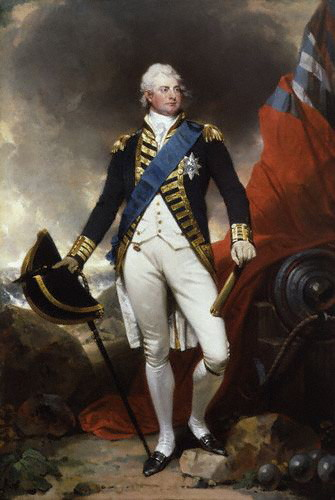
Король Вильгельм IV, даровавший университету королевскую хартию в 1837 году.

Дарем состоит из центральных департаментов (факультетов) и 16 колледжей. В целом департаменты (факультеты) занимаются исследовательской работой и централизованной организацией лекций для студентов, тогда как колледжи отвечают за размещение и обеспечение студентов старших курсов, аспирантов, постдокторантов и части университетского персонала.
Студенты университета — в основном представители среднего и высшего класса. Согласно последнему исследованию University Guide, по престижности Даремский университет занимает 3-е место в Великобритании после Кембриджа и Оксфорда.
Дарем длительное время пользовался репутацией города с развитыми традициями богословского образования, в связи с чем первые попытки учредить крупное учебное заведение были предприняты при Генрихе VIII и Кромвеле, которые издали соответствующие патенты. Однако из-за противодействия со стороны Оксфорда и Кембриджа Даремский колледж так и не смог стать университетом вплоть до XIX века. Лишь в 1832 году решение об учреждении университета принял британский парламент по настоянию архидьякона Чарльза Торпа и при поддержке Даремского епископа Уильяма ван Милдерта. Общежитие в 1833—1837 гг. находилось в Таверне Архидьякона. Позднее университету был передан Даремский замок (ранее — дворец епископа). Королевскую хартию даровал университету 1 июня 1837 года Вильгельм IV, а через неделю состоялся первый выпуск.
В июле 2009 году бывший премьер-министр Великобритании Тони Блэр объявил о стратегическом партнёрстве с Даремским университетом вслед за заключением аналогичных партнёрств с Йельским университетом и Национальным Университетом Сингапура, с тем, чтобы создать глобальную сеть двенадцати ведущих исследовательских университетов для продвижения его Инициативы веры и глобализации (Faith and Globalization Initiative) в сотрудничестве с Фондом веры Тони Блэра (en:Tony Blair Faith Foundation).

## Известные выпускники
- Джейк Тэкрей (John Philip «Jake» Thackray; 1938—2002) — поэт-исполнитель
- Джек, Кеннет Хендерсон (1918-2013) - учёный-химик